# Hubena ruris
Hubena ruris är en stekelart som beskrevs av Boucek 1988. Hubena ruris ingår i släktet Hubena och familjen puppglanssteklar. Inga underarter finns listade i Catalogue of Life.